# Госке фон Меллендорфф
Госке фон Меллендорфф (нім. Goske von Möllendorff; 12 березня 1918, Платтенбург — 13 лютого 1999, Мюнстер) — німецький офіцер-підводник, капітан-лейтенант крігсмаріне.

## Біографія
3 квітня 1937 року вступив на флот. З квітня 1939 року — вахтовий офіцер і ад'ютант флотилії супроводу. З квітня 1940 року — вахтовий офіцер в 3-й флотилії мінних тральщиків. З листопада 1940 року — командир корабля в 7-й флотилії R-катерів. З жовтня 1941 по квітень 1942 року пройшов курс підводника. З квітня 1942 року — 1-й вахтовий офіцер на підводному човні U-96. В жовтні-грудні 1942 року пройшов курс командира човна. З 19 грудня 1942 по 19 січня 1943 року — командир U-235, з 19 січня  по 15 грудня 1943 року — U-148, з 16 грудня по грудень 1943 року — U-38. З грудня 1943 по червень 1944 року перебував на лікуванні. З червня 1944 року — командир роти 2-ї навчальної дивізії підводних човнів, одночасно в квітні-травні 1945 року командував батальйоном, розгорнутим в Берліні. В травні 1945 року звільнений. 2 липня 1945 року звільнений.

## Звання
- Кандидат в офіцери (3 квітня 1937)
- Морський кадет (21 вересня 1937)
- Фенріх-цур-зее (1 травня 1938)
- Оберфенріх-цур-зее (1 липня 1939)
- Лейтенант-цур-зее (1 серпня 1939)
- Оберлейтенант-цур-зее (1 вересня 1941)
- Капітан-лейтенант (1 серпня 1944)